# Scottish First Division 2009/10
Die Scottish Football League First Division wurde 2009/10 zum 35. Mal als nur noch zweithöchste schottische Liga unter diesem Namen ausgetragen. In der zweithöchsten Fußball-Spielklasse der Herren in Schottland traten in der Saison 2009/10, die vom 8. August 2009 bis zum 1. Mai 2010 ausgespielt wurde, 10 Klubs in insgesamt 36 Spieltagen gegeneinander an. Jedes Team spielte jeweils viermal gegen jedes andere Team. Bei Punktgleichheit zählte die Tordifferenz. Die Meisterschaft gewann Inverness Caledonian Thistle, das sich damit gleichzeitig die Teilnahme an der Premier-League-Saison 2010/11 sicherte. Absteigen in die Second Division mussten Airdrie United nach verlorener Relegation sowie Ayr United. Torschützenkönig mit 24 Treffern wurde Adam Rooney von Inverness Caledonian Thistle.

## Statistiken

### Abschlusstabelle
| Pl. | Verein                           | Sp. | S  | U  | N  | Tore    | Diff. | Punkte |
| --- | -------------------------------- | --- | -- | -- | -- | ------- | ----- | ------ |
| 1.  | Inverness Caledonian Thistle (A) | 36  | 21 | 10 | 5  | 072:320 | +40   | 73     |
| 2.  | FC Dundee                        | 36  | 16 | 13 | 7  | 048:340 | +14   | 61     |
| 3.  | Dunfermline Athletic             | 36  | 17 | 7  | 12 | 054:440 | +10   | 58     |
| 4.  | Queen of the South               | 36  | 15 | 11 | 10 | 053:400 | +13   | 56     |
| 5.  | Ross County                      | 36  | 15 | 11 | 10 | 046:440 | +2    | 56     |
| 6.  | Partick Thistle                  | 36  | 14 | 6  | 16 | 043:400 | +3    | 48     |
| 7.  | Raith Rovers (N)                 | 36  | 11 | 9  | 16 | 036:470 | −11   | 42     |
| 8.  | Greenock Morton                  | 36  | 11 | 4  | 21 | 040:650 | −25   | 37     |
| 9.  | Airdrie United                   | 36  | 8  | 9  | 19 | 041:560 | −15   | 33     |
| 10. | Ayr United (N)                   | 36  | 7  | 10 | 19 | 029:600 | −31   | 31     |

Platzierungskriterien: 1. Punkte – 2. Tordifferenz – 3. geschossene Tore – 4. Direkter Vergleich (Punkte, Tordifferenz, geschossene Tore)
| Saison 2009/10 |

| Zum Saisonende 2008/09 |                                       |
| (A)                    | Absteiger aus der Premier League      |
| (N)                    | Neuaufsteiger aus der Second Division |

## Relegation
Teilnehmer an den Relegationsspielen waren Airdrie United aus der diesjährigen First Division, sowie die drei Mannschaften aus der Second Division, Alloa Athletic, der FC Cowdenbeath und Brechin City. Die Sieger der ersten Runde spielten in der letzten Runde um einen Platz für die folgende Scottish First Division-Saison 2010/11.
Erste Runde
Die Spiele wurden am 5. und 8. Mai 2010 ausgetragen.
|                | Gesamt |                | Hinspiel | Rückspiel |
| -------------- | ------ | -------------- | -------- | --------- |
| Brechin City   | 3:1    | Airdrie United | 2:1      | 1:0       |
| FC Cowdenbeath | 3:1    | Alloa Athletic | 1:1      | 2:0       |

Zweite Runde
Die Spiele wurden am 12. und 16. Mai 2010 ausgetragen.
|                | Gesamt |              | Hinspiel | Rückspiel |
| -------------- | ------ | ------------ | -------- | --------- |
| FC Cowdenbeath | 3:0    | Brechin City | 0:0      | 3:0       |